# Rauðilækur
Rauðilækur is een gehucht met 43 inwoners (2011) in het zuiden van IJsland, en het wordt ook wel als Rauðalækur geschreven. Het ligt even ten westen van Hella en de ringweg loopt dwars door het plaatsje. Aan de zuidzijde van de ringweg ligt een garage, en aan de andere kant van de weg een aantal door boompjes omgeven huizen. Rauðilækur, dat zoiets als Rode beek betekent, is vernoemd naar het stroompje Rauðalækur dat aan de oostzijde van het gehucht stroomt. De bodem van het stroompje is van rood gekleurde steen en even stroomafwaarts ligt er een kleine waterval.

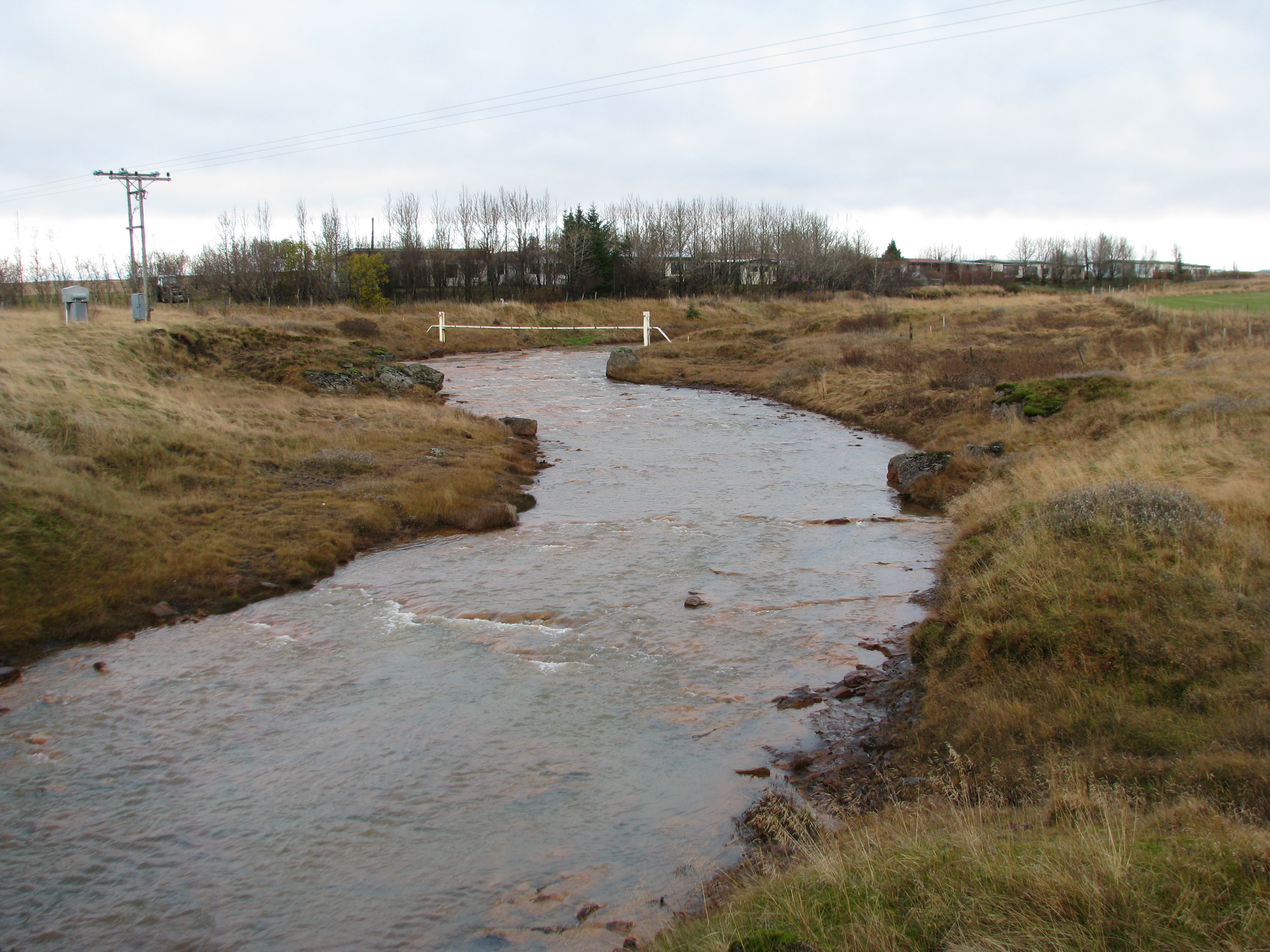
Het riviertje en het plaatsje Rauðilækur